# Schistura nasifilis
Schistura nasifilis és una espècie de peix de la família dels balitòrids i de l'ordre dels cipriniformes.

## Morfologia
- Els mascles poden assolir els 9,7 cm de longitud total.
- 12 radis tous a l'aleta dorsal i 8 a l'anal.[3]

## Hàbitat i distribució geogràfica
És un peix d'aigua dolça, bentopelàgic i de clima tropical, el qual es troba al Vietnam: els rius Ko i Tan.

## Amenaces
Durant la dècada del 1970, els trams superiors de les conques hidrogràfiques del territori on viu es van veure afectats per una desforestació a gran escala (la qual encara continua) i una intensa degradació del seu hàbitat. A més, aquesta espècie no ha tornat a ésser vista des que va ser descrita tot i les expedicions dutes a terme els anys 2000 i 2002. De resultes de tot això, hom tem que s'hagi extingit.